# Ectodus descampsii
Genre
Espèce
Ectodus descampsii est une espèce de poissons de la famille des Cichlidae. C'est le seul membre du genre Ectodus (monotypique).
Cette espèce est endémique du lac Tanganyika. Ces poissons vivent en banc dans les zones sableuses, les mâles construisent des cratères de sable d'au moins 50 cm de diamètre où ils paradent, et attirent les femelles. Celle-ci viennent y pondre une cinquantaine (ou +) d’œufs, qu'elles conservent dans leur bouche (incubation buccale maternelle). Il faut environ 3 semaines pour que les larves atteignent la nage libre. Les femelles synchronisent le lâché des alevins, qui se rassemblent et forment de grands bancs (souvent mélangés à d'autres espèces d'Ectodini).